# Igeltjärnsdammen
Igeltjärnsdammen är två slamdammar till Bodåsgruvan i Hofors kommun i Gästrikland och ingår i Gavleåns huvudavrinningsområde:
- Igeltjärnsdammen 1, sjö i Hofors kommun
- Igeltjärnsdammen 2, sjö i Hofors kommun